# Caméra Pathé Webo M16
La Pathé Webo est une caméra argentique 16 mm pour amateurs, puis pour professionnels, fabriquée par Pathé dès 1950. Les différents modèles existent également pour le film 9,5 mm. Son succès a été plutôt mitigé par rapport à celui de ses deux principaux concurrents : la caméra Paillard-Bolex H16 et la caméra Beaulieu R16.

## Histoire
Le succès des caméras et projecteurs amateurs de Pathé d’avant la Seconde Guerre mondiale, les Pathé-Baby, lesquels étaient fabriqués par une filiale, n’est plus qu’un souvenir. À la Libération, une nouvelle caméra est mise en vente pour les amateurs, la Pathé Webo A, au format 9,5 mm (que Pathé avait initié en 1924). Une autre caméra est bientôt présentée, en 1950, déclinée aux formats 16 et 9,5 mm : la Webo M, qui est éloignée du type « home-cinéma » et séduit les cinéastes semi-professionnels. Solide et rustique comme l’était la Webo A, on lui a donné une forme qui rappelle les caméras professionnelles, notamment par le dessin de son magasin coplanaire. Elle est parfois nommée Super Webo. En 1959, elle est dotée d’une visée reflex continue, d’où son appellation de Pathé Webo M16 Reflex. Enfin, un modèle adapté aux exigences des professionnels est mis en vente à partir de 1964, qui reprend fièrement l’adjectif « professionnel » que portait la célèbre caméra Pathé ''Professionnelle'' de l’époque des années d’or de Pathé frères (1910-1930).

## Description
La Pathé Webo M16 est construite en fonte d’aluminium, avec une peinture vermiculée brun-rouge puis gris-vert. La pellicule est entraînée dans son mouvement intermittent par une seule griffe. Elle est contenue dans une bobine à joues, à raison de 15 ou 30 mètres débités puis rembobinés par un débiteur denté. Le chargement est manuel, comme suit :

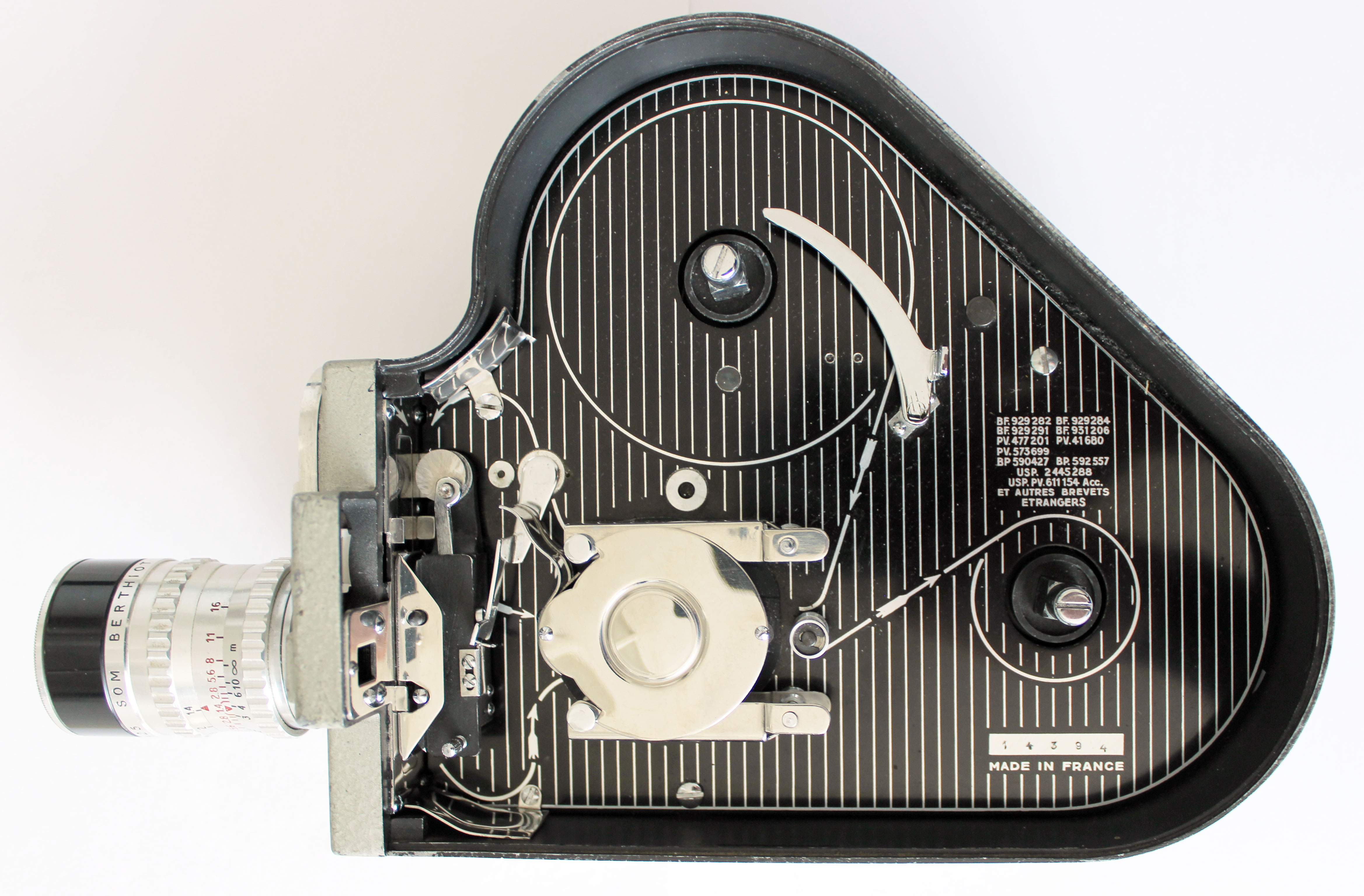
Pathé Webo M16. Magasin à bobines de 15 ou 30 mètres pour film 16 mm.
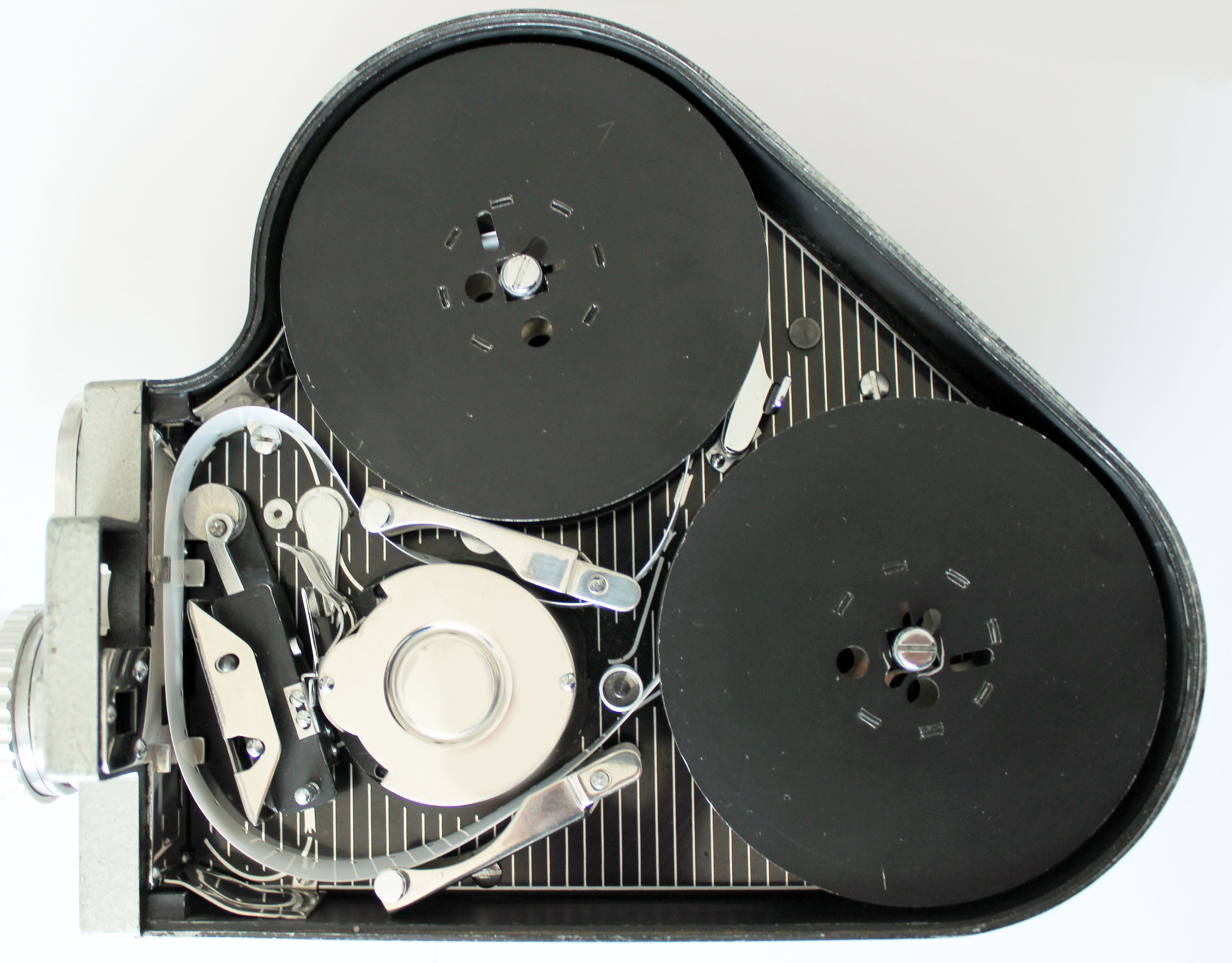
Pathé Webo M16. Chargement 1- trajet du film, couloir du film ouvert, débiteur denté dégagé.
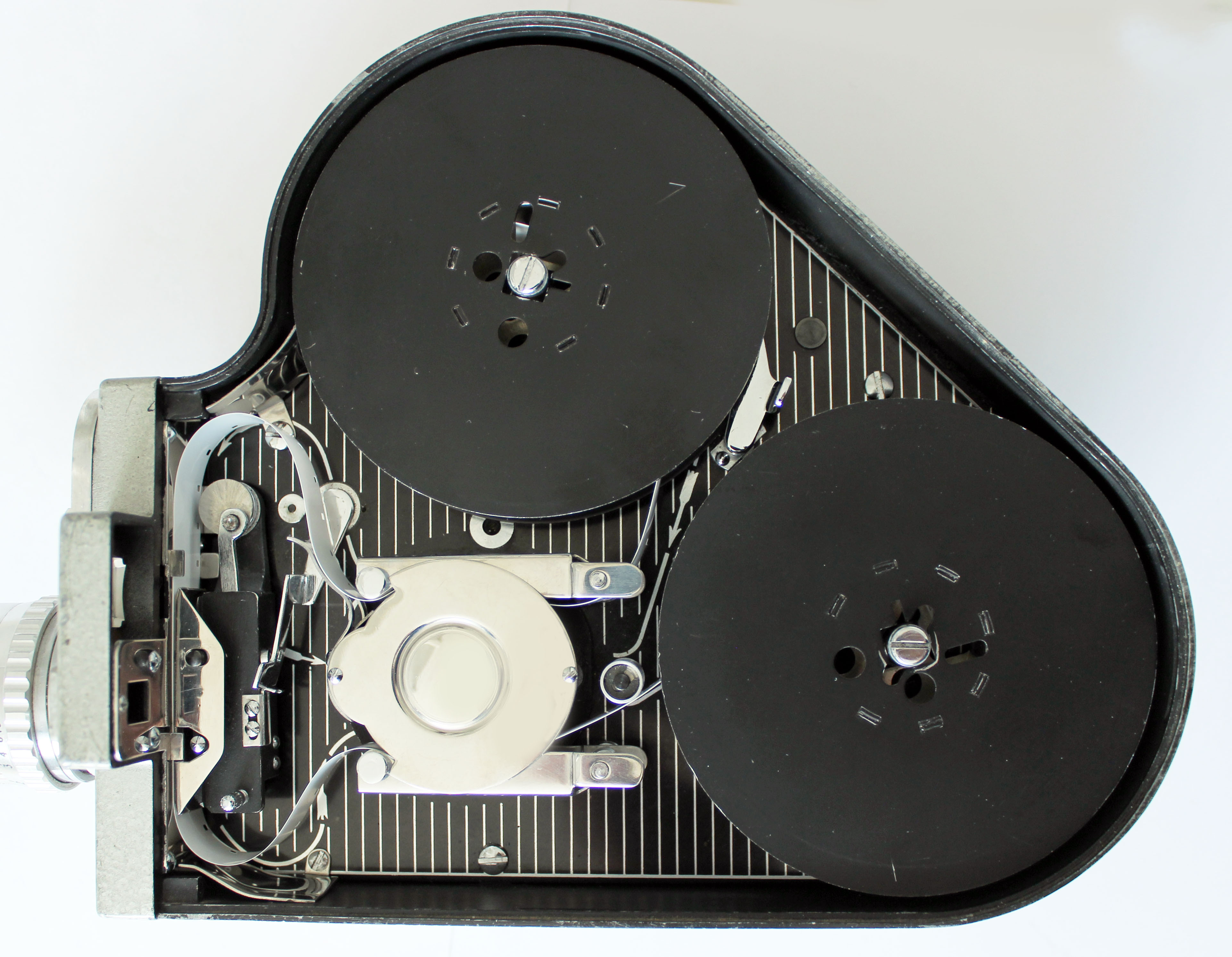
Pathé Webo M16. Chargement 2- trajet du film, couloir du film et débiteur denté refermés.
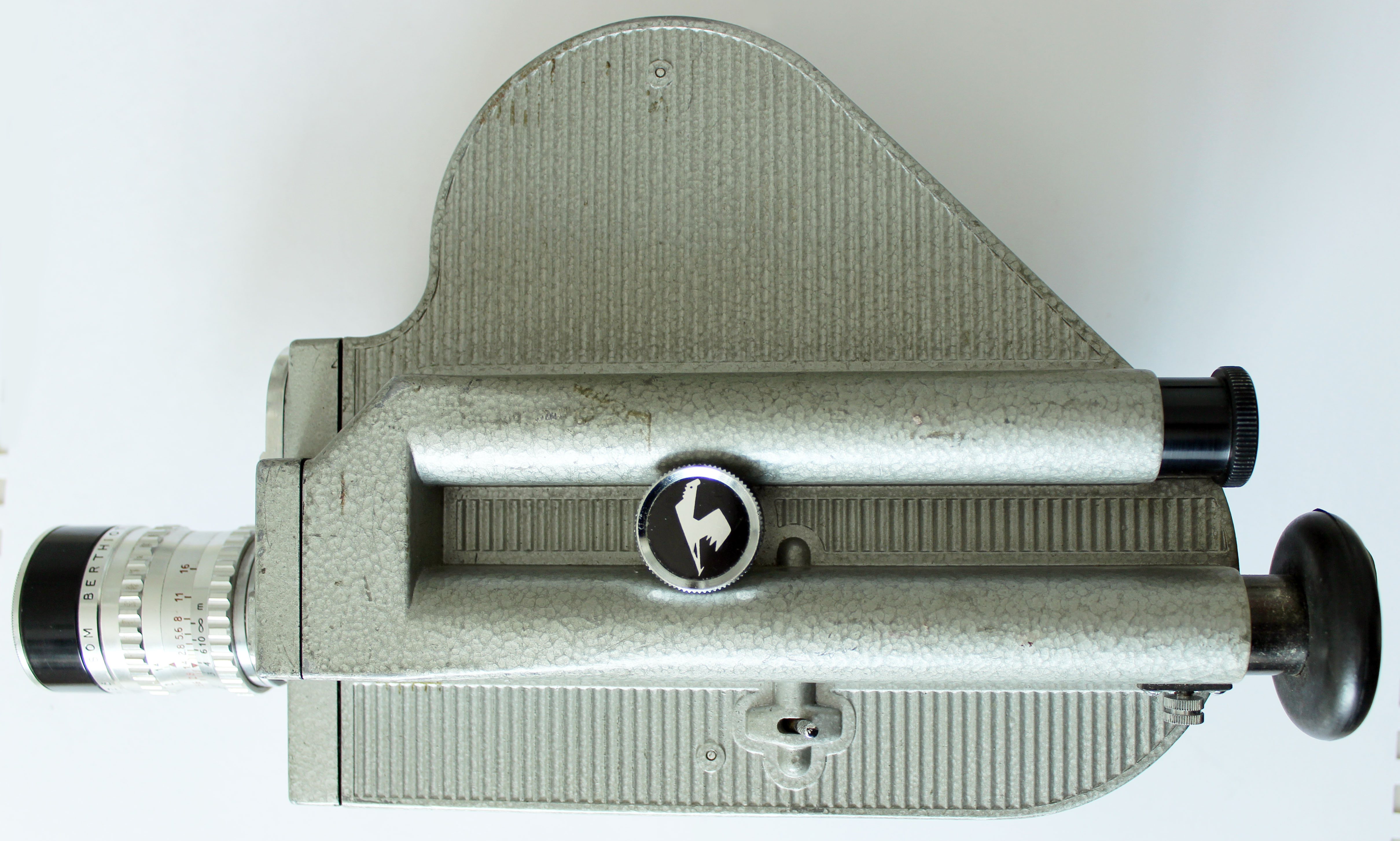
Pathé Webo M16. Chargement 3- couvercle refermé. Coq Pathé.

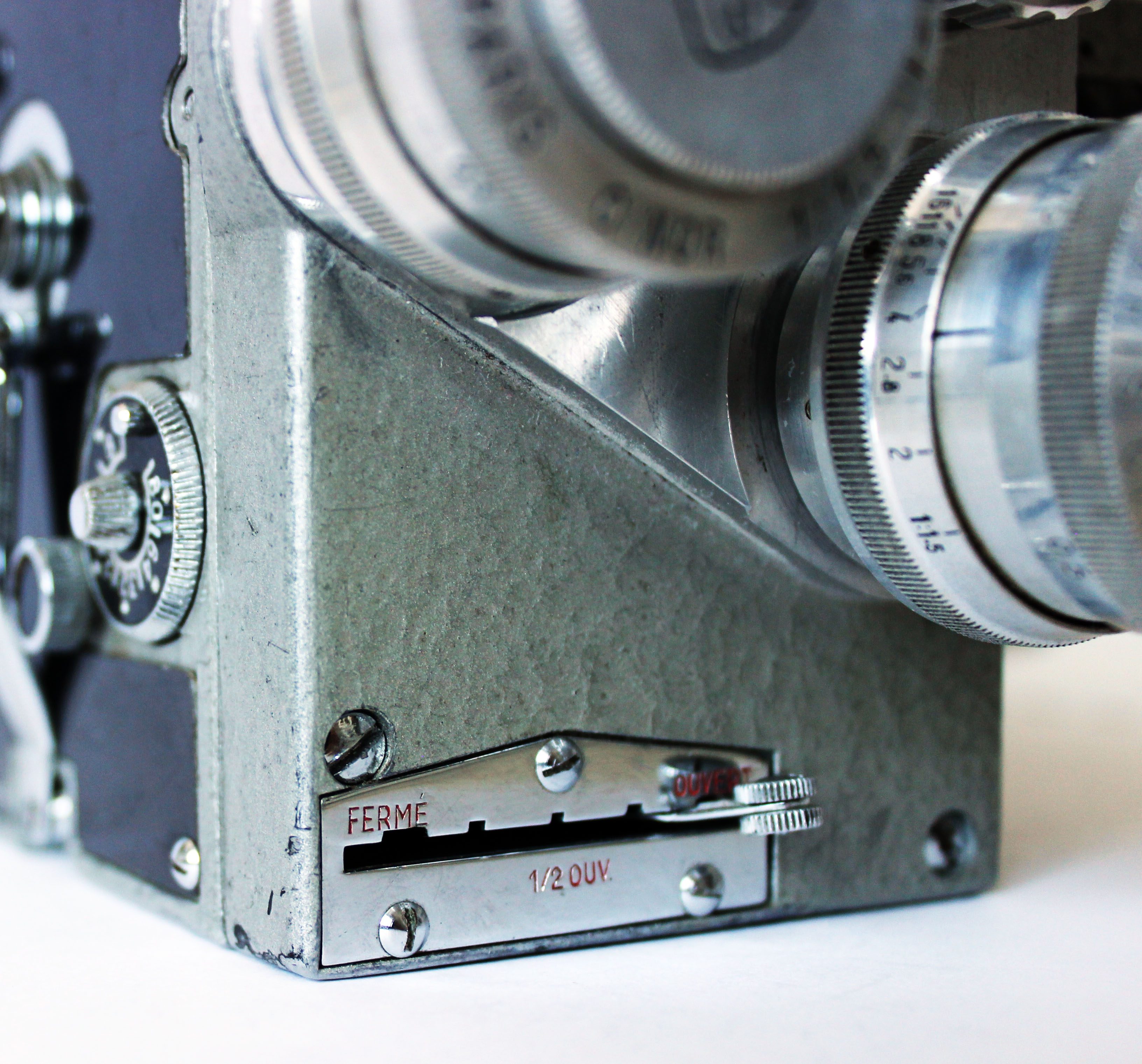
Pathé Webo M16. Commande de l’obturateur variable, de la pleine ouverture à la fermeture complète.

 La cadence de prise de vues peut varier de 8 à 80 images par seconde. La marche arrière est possible, activée par une petite manivelle fixe (la Paillard-Bolex H16 offre aussi cette petite manivelle, mais qui est démontée quand elle est hors service, donc susceptible d’être égarée).

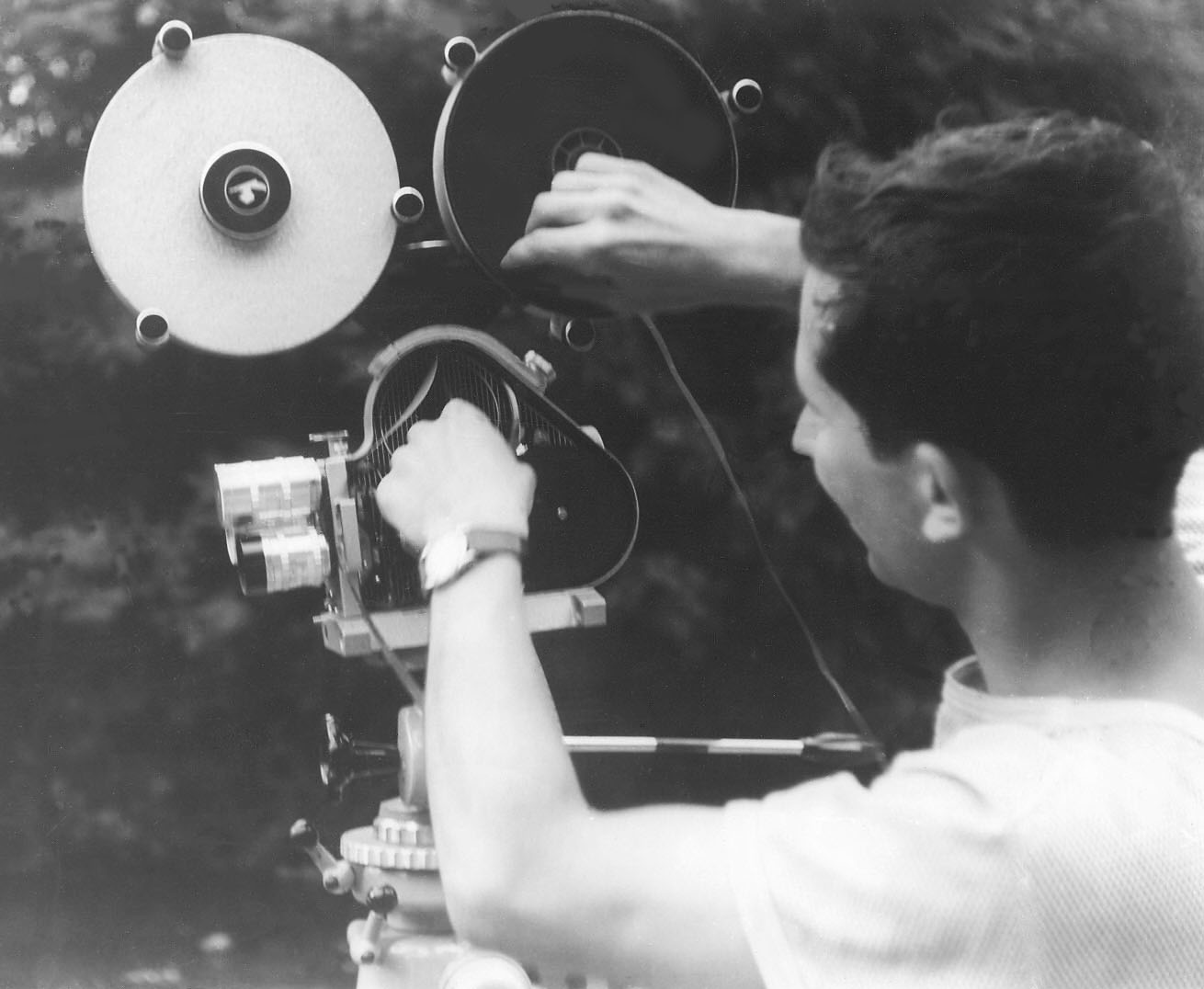
Pathé Webo M16. Rechargement après incident de bourrage. Magasins de 120 mètres (400 pieds) (1965).

L’obturateur est variable, y compris pendant le fonctionnement de la caméra, ce qui permet d’exécuter des fondus (ouverture, fermeture, enchaînés avec la marche arrière) à la demande. Le viseur est double : un viseur clair, et un viseur reflex dont l’image n’est pas donnée par le passage d’un miroir fixé à l’obturateur, comme sur la plupart des caméras reflex, mais par une lamelle, fixée à demeure, une sorte de miroir sans tain, offrant ainsi une visée continue à travers l’objectif, sans aucun scintillement.
La Reflex est dotée à la demande d’un moteur électrique latéral assez encombrant et d’un dispositif peu pratique de magasin coplanaire de 120 mètres de pellicule.
Le modèle Pathé Webo Professionnal 16 – AT BTL efface tous les défauts de la Pathé Webo M16 et enchérit sur sa fiabilité qui la destine aux reportages et expéditions. Ainsi, elle peut fonctionner dans des conditions météorologiques extrêmes, de −40 °C à +120 °C et son chargement est entièrement automatique.